# Gentile da Fabriano

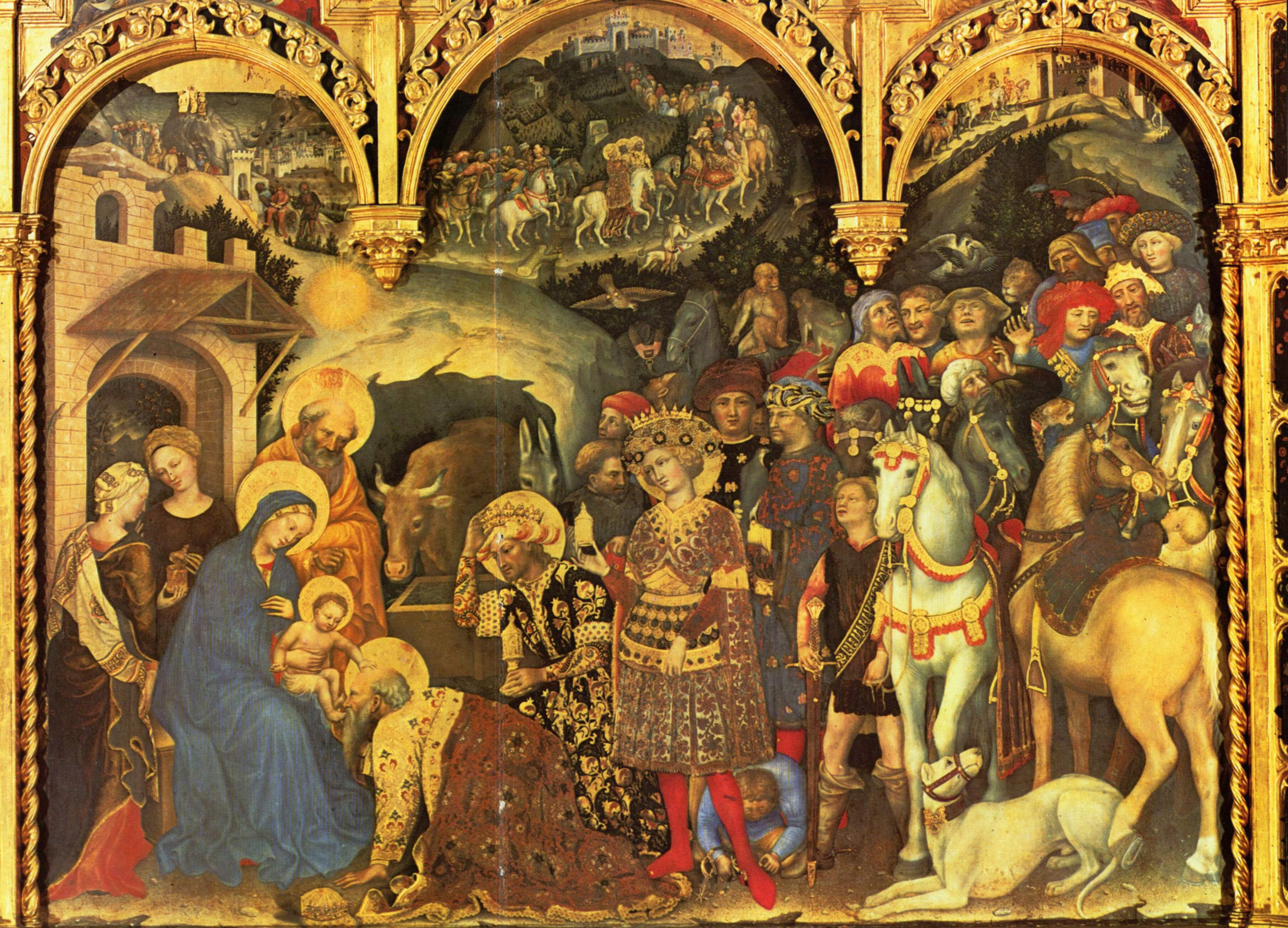
Klanění Tří králů (1423, Florencie, Uffizi)

Gentile da Fabriano (asi 1370 Fabriano v Toskánsku – 1. srpna 1427 Řím) byl italský malíř, jeden z předních představitelů rané italské renesance.

## Život a dílo
Vyučil se a zpočátku pracoval ve svém rodném městě, roku 1409 byl pověřen, aby vyzdobil Dóžecí palác v Benátkách, kde jeho fresky dokončil Pisanello. Později pracoval v Brescii a ve Florencii, kde byl roku 1422 přijat do malířského cechu. Zde vytvořil své nejslavnější dílo, „Klanění Tří králů“, které je dnes v galerii Uffizi. Dokumentuje přechod od „mezinárodní“ gotiky k rané renesanci. Kolem 1426 odešel na pozvání papeže Martina V. do Říma, kde maloval freskovou výzdobu Lateránské basiliky svatého Jana. Z jeho fresek se však zachovala jen freska v Orvietu.

## Hodnocení
Gentileho obrazy jsou ještě poplatné vlivu Cimabua či Giotta, ale již se v nich projevuje smysl pro plastičnost figur a větší systematičnost perspektivy. Gentile ovlivnil další významné umbrijské malíře, jako byli Domenico Veneziano, Pisanello či Giovanni da Paolo.

## Klanění tří králů
Oltářní obraz Klanění tří králů začal umělec malovat v roce 1420 ve Florencii. Dílo je považováno za jedno z mistrovských děl gotického stylu. Obraz si u Fabrianiho objednal Palla Strozzi, zámožný umělecký sběratel pro oltář kostela Santa Trinita v roce 1420. Na obraze Fabriani pracoval tři roky. Ovlivněn prostředím florentských uměleckých kruhů kombinoval styl, který si přinesl ze svého rodného města se stylem sienské školy. Gentile namaloval nádherný průvod který se vine až k Panně Marii, držící na klíně dítě. V klanícím se zástupu vidíme vedle tradičních postav a zvířat i zvířata exotická: leoparda, opice, lva, dromedára a vzácné ptáky. Na královských pláštích králů Gentile ukázal všechny své malířské dovednosti. Použil zlato a stříbro reliéfně ražené a ozdobil jimi aureoly a tkaniny. Zlatým deštěm zaplavil i nádherné ozdoby jezdců z východu i postroje koní. V prostředním ze tří lomených oblouků je výjev Zvěstování (přerušený) Trůnícím Kristem v ústředním medailonu. Na dolním okraji obrazu zobrazil Gentile tři výjevy z Kristova života: Narození, Útěk do Egypta a Přijetí v chrámu.

## Galerie

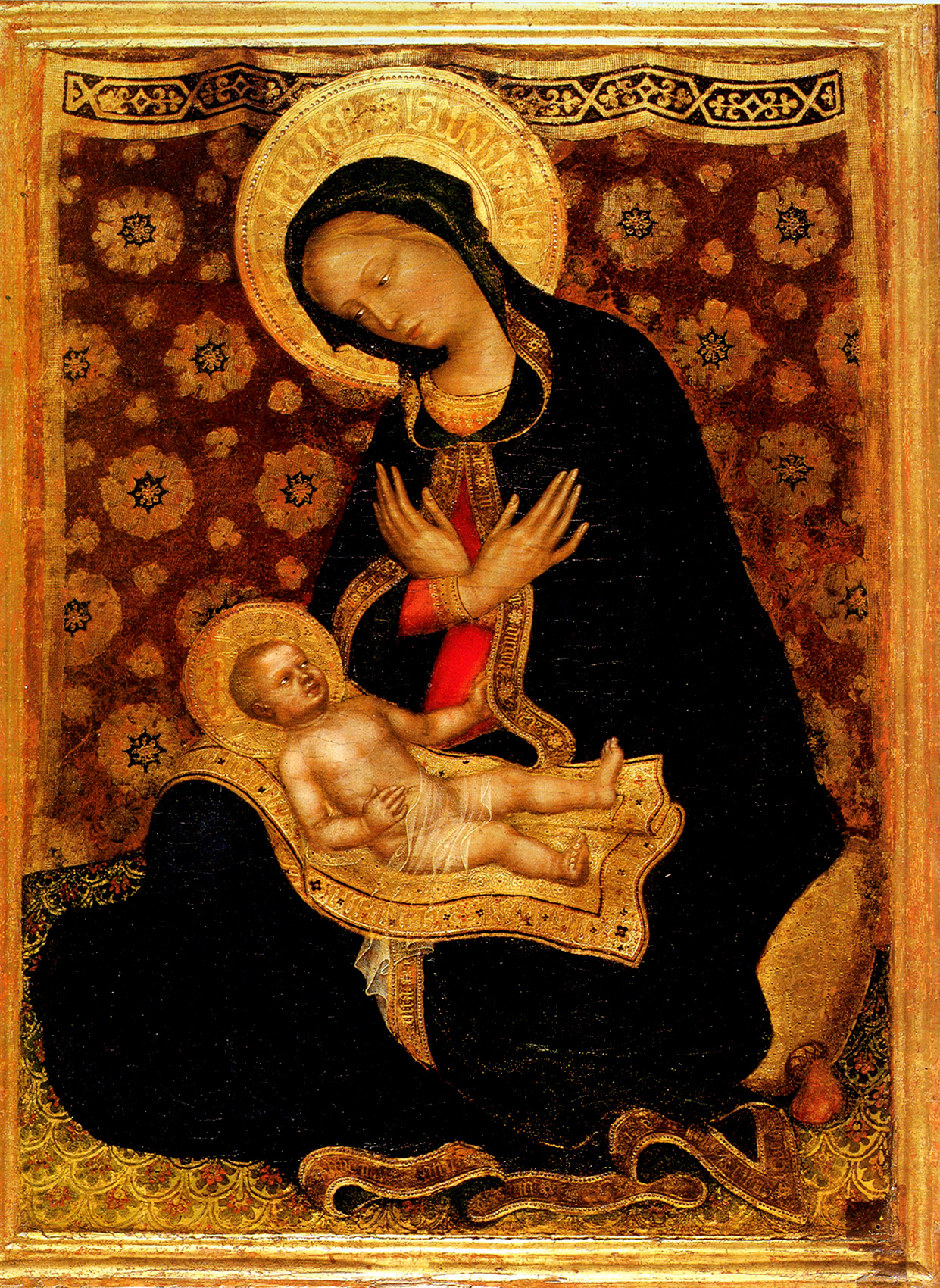
Madona s dítětem (kolem 1415, Pisa)
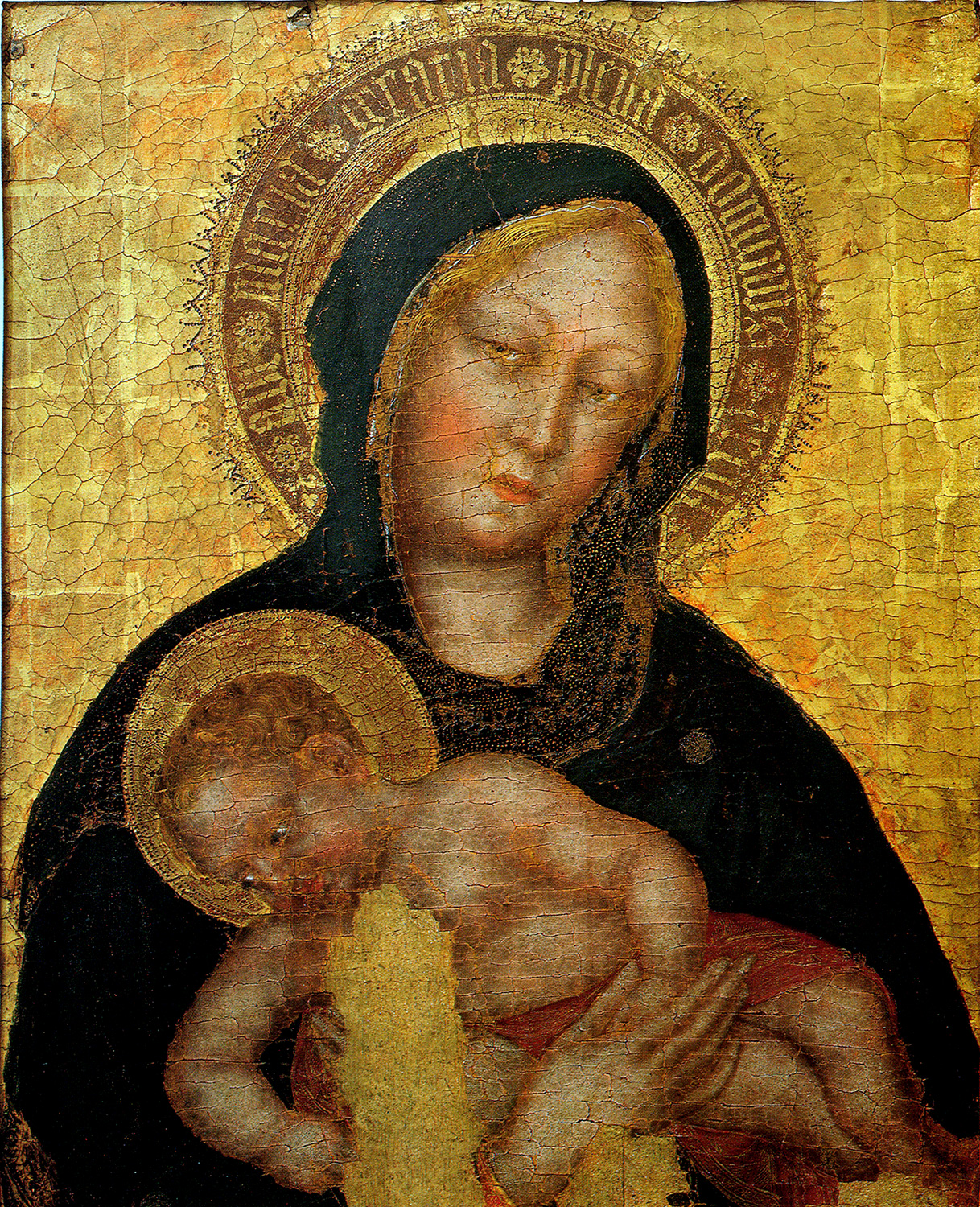
Madona s dítětem (kolem 1420, Ferrara)
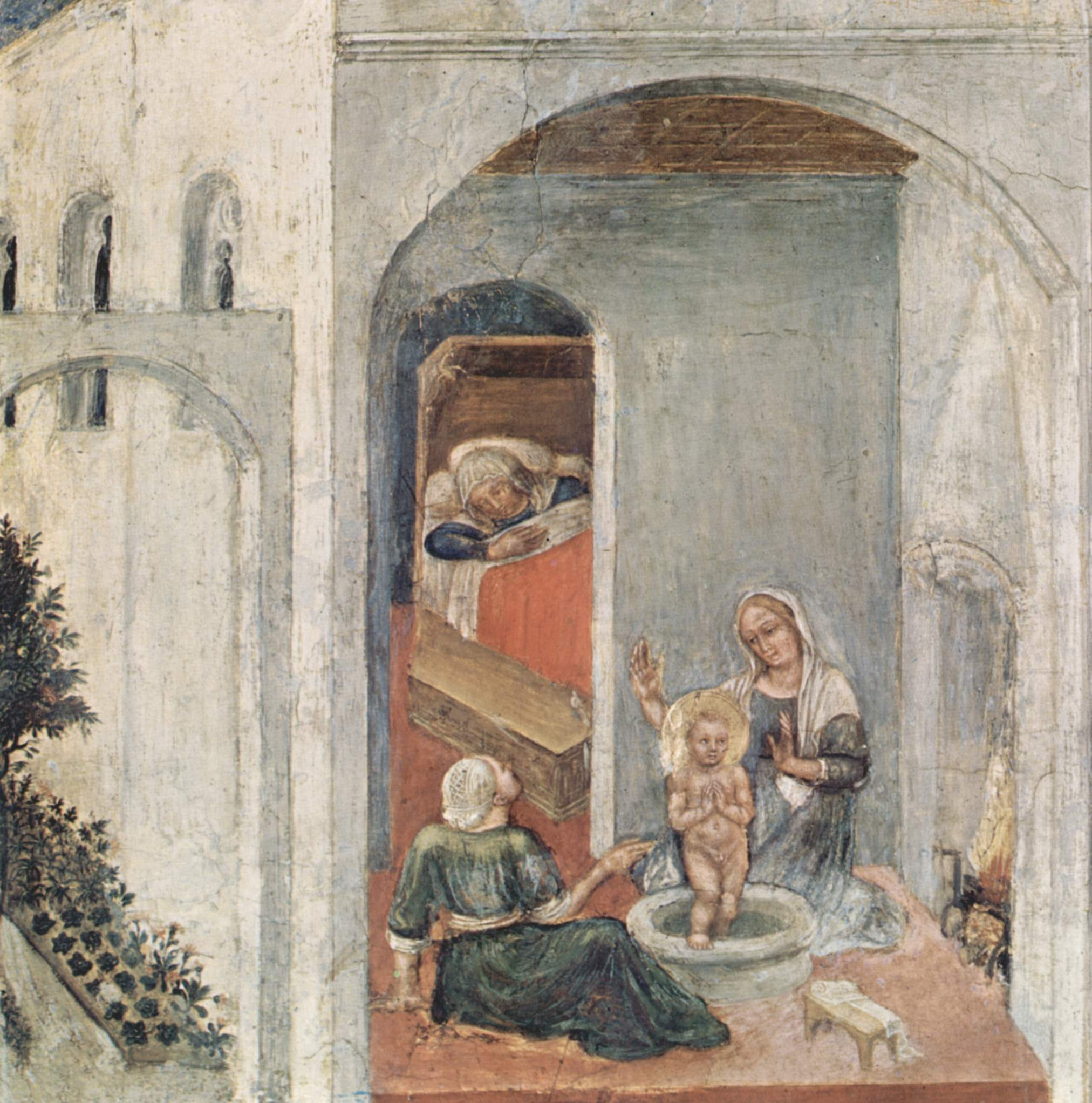
Sv. Mikoláš jako dítě (kolem 1425, Vatikán)
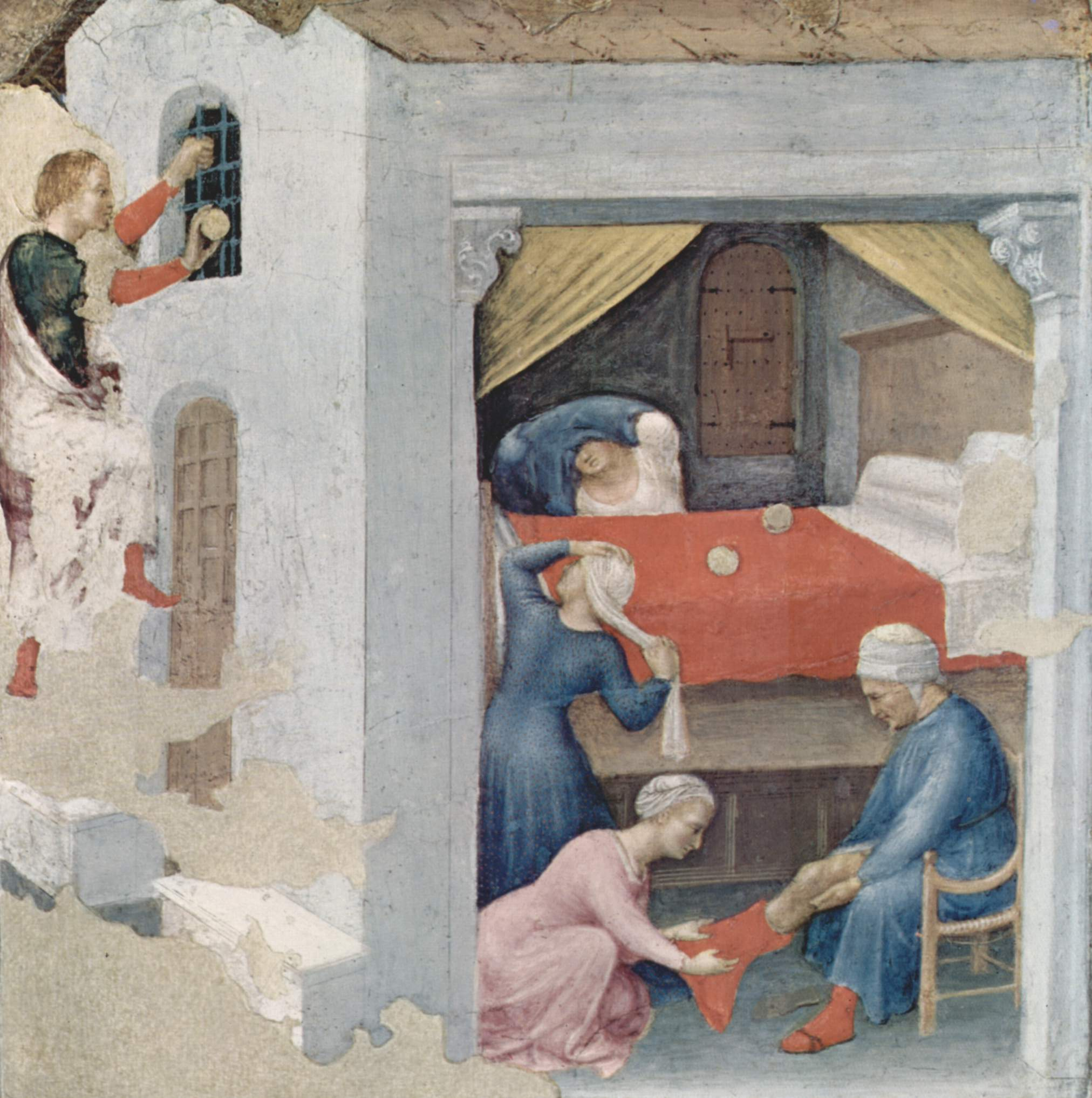
Sv. Mikoláš vhazuje zlaté koule do domu tří chudých dívek